# Automeris lilith
Automeris lilith är en fjärilsart som beskrevs av John Kern Strecker 1878. Automeris lilith ingår i släktet Automeris och familjen påfågelsspinnare. Inga underarter finns listade i Catalogue of Life.